# NGC 5701
NGC 5701 је спирална галаксија у сазвежђу Девица која се налази на NGC листи објеката дубоког неба.
Деклинација објекта је + 5° 21' 49" а ректасцензија 14h 39m 11,1s. Привидна величина (магнитуда) објекта NGC 5701 износи 10,9 а фотографска магнитуда 11,8. Налази се на удаљености од 26,1000 милиона парсека од Сунца. NGC 5701 је још познат и под ознакама UGC 9436, MCG 1-37-42, CGCG 47-127, IRAS 14368+0534, PGC 52365.